# Campeonato Sergipano de Futebol de 2011 - Série A2
O Campeonato Sergipano da Série A2 de 2011 foi a 21ª edição do torneio e correspondeu à segunda divisão do futebol do estado de Sergipe em 2011. Segundo a mídia desportiva local, o evento foi um dos mais competitivos dos últimos tempos.
A Fundação Aperipê, por meio de sua cadeia difusora de comunicação, confirmou parceria para a transmissão dos jogos.

## Formato

### Primeira Fase
Nessa fase as 13 equipes são divididas em dois grupos de o grupo A possui 6 equipes e o grupo B possui 7 equipes. As associações realizam jogos de ida e volta dentro de seus grupos, classificando-se para a próxima fase as 2 melhores equipes de cada grupo.

### Segunda Fase
As 4 equipes classificadas formam um novo grupo. Haverá jogos de ida e volta entre essas associações, a equipe classificada em primeiro lugar, ao fim das seis rodadas, será declarada campeã. As equipes campeã e vice-campeã ascenderão ao Sergipão 2012.

### Critérios de desempate
Persistindo empate em número de pontos serão aplicados os seguintes critérios na ordem que forem citados.
1. Maior número de vitórias;

2. Maior saldo de gols;

3. Maior número de gols pró;

4. Menor número de gols contra;

5. Confronto direto entre as Associações;

6. Menor número de cartões vermelho recebidos;

7. Menor número de cartões amarelo recebidos;

8. Sorteio.

## Equipes Participantes
Abaixo a lista dos clubes que participaram do campeonato em 2011.
| Baixa | Equipes rebaixadas da Série A1 de 2010 |

## Equipes favoritas
Tem-se especulado que algumas equipes tem despontado na frente por seu empenho e expectativas quanto ao campeonato. São elas:
- Sociedade Boca Júnior Futebol Clube (Estância)
- Lagarto Futebol Clube (Lagarto)
- Esporte Clube Neópolis (Neópolis)
- Sete de Junho Esporte Clube (Tobias Barreto)

## Transmissão
Como forma de apoio ao futebol sergipano, a Aperipê firmou uma parceria pioneira para a divulgação regular da série A2. Além da frequência enfática em programas de análises desportivas, ocorrerão devidamente as transmissões futebolísticas impreterivelmente aos sábados e domingos às 15h15, com os comentaristas Washington Nascimento e Roosevelt Santana.
A programação dos jogos a serem transmitidos pode ser acompanhado pelo endereço eletrônico: http://itabi.infonet.com.br/fsf/images/documentos/tabela_a2_2011.pdf
As partidas podem ser acompanhadas pelo site da Aperipê em: http://site.aperipe.com.br/
Ademais, os jogos podem ser acompanhados pela WebTv TV Serigy que está disponível em: http://www.tvserigy.com/

## Primeira Fase

### Grupo A
| Pos | Times         | Pts | J  | V | E | D | GP | GC | SG  |
| --- | ------------- | --- | -- | - | - | - | -- | -- | --- |
| 1   | Lagarto       | 22  | 10 | 7 | 1 | 2 | 25 | 11 | +14 |
| 2   | Sete de Junho | 21  | 10 | 7 | 2 | 1 | 18 | 7  | +11 |
| 3   | Boca Júnior   | 20  | 10 | 6 | 2 | 2 | 18 | 11 | +7  |
| 4   | Boquinhense   | 10  | 10 | 3 | 1 | 6 | 9  | 12 | -3  |
| 5   | Amadense      | 6   | 10 | 1 | 3 | 6 | 8  | 26 | -18 |
| 6   | Riachuelo     | 4   | 10 | 0 | 4 | 6 | 11 | 22 | -11 |

|               | AMA   | BOC   | BOQ   | LAG   | RIA   | SJU   |
| ------------- | ----- | ----- | ----- | ----- | ----- | ----- |
| Amadense      | —     | 1 – 1 | 0 – 2 | 1 – 7 | 2 – 1 | 1 – 1 |
| Boca Júnior   | 4 – 0 | —     | 1 – 0 | 0 – 3 | 6 – 4 | 1 – 0 |
| Boquinhense   | 3 – 0 | 0 – 2 | —     | 0 – 1 | 2 – 0 | 0 – 2 |
| Lagarto       | 4 – 1 | 2 – 1 | 4 – 1 | —     | 2 – 1 | 1 – 2 |
| Riachuelo     | 2 – 2 | 0 – 1 | 0 – 0 | 1 – 1 | —     | 1 – 1 |
| Sete de Junho | 1 – 0 | 1 – 1 | 2 – 1 | 3 – 0 | 5 – 1 | —     |

|  |                     |  |        |  |                      |
|  | Vitória do Mandante |  | Empate |  | Vitória do Visitante |

#### Rodadas na liderança e Lanterna
Em negrito, os clubes que mais permaneceram na liderança.
| Liderança     | Liderança     | Liderança     | Liderança     | Liderança     | Liderança | Liderança | Liderança | Liderança | Liderança |
| ------------- | ------------- | ------------- | ------------- | ------------- | --------- | --------- | --------- | --------- | --------- |
| 1             | 2             | 3             | 4             | 5             | 6         | 7         | 8         | 9         | 10        |
| SETE DE JUNHO | SETE DE JUNHO | SETE DE JUNHO | SETE DE JUNHO | SETE DE JUNHO | LAG       | SJU       | SJU       | SJU       | LAG       |
| Lanterna      |               |               |               |               |           |           |           |           |           |
| 1             | 2             | 3             | 4             | 5             | 6         | 7         | 8         | 9         | 10        |
| RIACHUELO     |               |               |               |               |           |           |           |           |           |

#### Resultados
| 20 de agosto de 2011 | Sete de Junho | 5 – 1 | Riachuelo | Tobias Barreto     |  |
| 15:15                |               |       |           | Estádio: Brejeirão |  |

| 20 de agosto de 2011 | Boca Júnior | 1 – 0 | Boquinhense | Estância         |  |
| 16:00                |             |       |             | Estádio: Francão |  |

| 21 de agosto de 2011 | Lagarto | 4 – 1 | Amadense | Lagarto           |  |
| 15:15                |         |       |          | Estádio: Barretão |  |

| 27 de agosto de 2011 | Amadense | 1 – 1 | Boca Júnior | Tobias Barreto     |  |
| 15:15                |          |       |             | Estádio: Brejeirão |  |

| 28 de agosto de 2011 | Boquinhense | 0 – 2 | Sete de Junho | Boquim            |  |
| 15:15                |             |       |               | Estádio: Tindadão |  |

| 28 de agosto de 2011 | Riachuelo | 1 – 1 | Lagarto | Riachuelo                |  |
| 15:15                |           |       |         | Estádio: Francisco Leite |  |

| 3 de setembro de 2011 | Sete de Junho | 1 – 0 | Amadense | Tobias Barreto     |  |
| 15:15                 |               |       |          | Estádio: Brejeirão |  |

| 3 de setembro de 2011 | Boca Júnior | 0 – 3 | Lagarto | Estância         |  |
| 16:00                 |             |       |         | Estádio: Francão |  |

| 4 de setembro de 2011 | Boquinhense | 2 – 0 | Riachuelo | Boquim            |  |
| 15:15                 |             |       |           | Estádio: Tindadão |  |

| 10 de setembro de 2011 | Amadense | 0 – 2 | Boquinhense | Tobias Barreto     |  |
| 15:15                  |          |       |             | Estádio: Brejeirão |  |

| 10 de setembro de 2011 | Riachuelo | 0 – 1 | Boca Júnior | Riachuelo                |  |
| 15:15                  |           |       |             | Estádio: Francisco Leite |  |

| 11 de setembro de 2011 | Lagarto | 1 – 2 | Sete de Junho | Lagarto           |  |
| 15:15                  |         |       |               | Estádio: Barretão |  |

| 17 de setembro de 2011 | Amadense | 2 – 1 | Riachuelo | Tobias Barreto     |  |
| 15:15                  |          |       |           | Estádio: Brejeirão |  |

| 17 de setembro de 2011 | Boca Júnior | 1 – 0 | Sete de Junho | Estância         |  |
| 16:00                  |             |       |               | Estádio: Francão |  |

| 18 de setembro de 2011 | Boquinhense | 0 – 1 | Lagarto | Boquim            |  |
| 15:15                  |             |       |         | Estádio: Tindadão |  |

| 24 de setembro de 2011 | Sete de Junho | 1 – 1 | Boca Júnior | Tobias Barreto     |  |
| 16:00                  |               |       |             | Estádio: Brejeirão |  |

| 25 de setembro de 2011 | Lagarto | 4 – 1 | Boquinhense | Lagarto           |  |
| 15:15                  |         |       |             | Estádio: Barretão |  |

| 25 de setembro de 2011 | Riachuelo | 2 – 2 | Amadense | Riachuelo                |  |
| 15:15                  |           |       |          | Estádio: Francisco Leite |  |

| 1 de outubro de 2011 | Sete de Junho | 3 – 0 | Lagarto | Tobias Barreto     |  |
| 16:00                |               |       |         | Estádio: Brejeirão |  |

| 1 de outubro de 2011 | Boca Júnior | 6 – 4 | Riachuelo | Estância         |  |
| 15:15                |             |       |           | Estádio: Francão |  |

| 2 de outubro de 2011 | Boquinhense | 3 – 0 | Amadense | Boquim            |  |
| 15:15                |             |       |          | Estádio: Tindadão |  |

| 8 de outubro de 2011 | Amadense | 1 – 1 | Sete de Junho | Tobias Barreto     |  |
| 15:15                |          |       |               | Estádio: Brejeirão |  |

| 8 de outubro de 2011 | Lagarto | 2 – 1 | Boca Júnior | Lagarto           |  |
| 15:15                |         |       |             | Estádio: Barretão |  |

| 8 de outubro de 2011 | Riachuelo | 0 – 0 | Boquinhense | Riachuelo                |  |
| 16:00                |           |       |             | Estádio: Francisco Leite |  |

| 15 de outubro de 2011 | Sete de Junho | 2 – 1 | Boquinhense | Tobias Barreto     |  |
| 16:00                 |               |       |             | Estádio: Brejeirão |  |

| 15 de outubro de 2011 | Boca Júnior | 4 – 0 | Amadense | Estância         |  |
| 16:00                 |             |       |          | Estádio: Francão |  |

| 16 de outubro de 2011 | Lagarto | 2 – 1 | Riachuelo | Lagarto           |  |
| 15:15                 |         |       |           | Estádio: Barretão |  |

| 23 de outubro de 2011 | Amadense | 1 – 7 | Lagarto | Tobias Barreto     |  |
| 15:15                 |          |       |         | Estádio: Brejeirão |  |

| 23 de outubro de 2011 | Boquinhense | 0 – 2 | Boca Júnior | Boquim            |  |
| 15:15                 |             |       |             | Estádio: Tindadão |  |

| 23 de outubro de 2011 | Riachuelo | 1 – 1 | Sete de Junho | Riachuelo                |  |
| 15:15                 |           |       |               | Estádio: Francisco Leite |  |

### Grupo B
| Pos | Times              | Pts | J  | V | E | D | GP | GC | SG  |
| --- | ------------------ | --- | -- | - | - | - | -- | -- | --- |
| 1   | Neópolis           | 30  | 12 | 9 | 3 | 0 | 38 | 6  | +32 |
| 2   | Laranjeiras        | 25  | 12 | 7 | 4 | 1 | 23 | 10 | +13 |
| 3   | Atlético Gloriense | 20  | 12 | 6 | 2 | 4 | 18 | 14 | +4  |
| 4   | Canindé            | 17  | 12 | 5 | 2 | 5 | 16 | 32 | -16 |
| 5   | Propriá            | 13  | 12 | 3 | 4 | 5 | 16 | 22 | -6  |
| 6   | Força Jovem        | 6   | 12 | 1 | 3 | 8 | 7  | 22 | -15 |
| 7   | Maruinense         | 5   | 12 | 1 | 2 | 9 | 10 | 22 | -12 |

|                    | AGL   | CAN    | FJV   | LAR   | MAR   | NEÓ   | PRO   |
| ------------------ | ----- | ------ | ----- | ----- | ----- | ----- | ----- |
| Atlético Gloriense | —     | 1 – 2  | 2 – 0 | 1 – 1 | 3 – 0 | 0 – 3 | 2 – 1 |
| Canindé            | 1 – 2 | —      | 0 – 0 | 3 – 7 | 2 – 1 | 0 – 4 | 5 – 1 |
| Força Jovem        | 0 – 2 | 0 – 1  | —     | 0 – 1 | 1 – 1 | 1 – 4 | 0 – 0 |
| Laranjeiras        | 1 – 0 | 3 – 0  | 4 – 2 | —     | 2 – 0 | 0 – 0 | 1 – 1 |
| Maruinense         | 1 – 2 | 1 – 2  | 0 – 1 | 0 – 1 | —     | 2 – 2 | 3 – 1 |
| Neópolis           | 2 – 2 | 12 – 0 | 3 – 0 | 1 – 0 | 2 – 0 | —     | 1 – 0 |
| Propriá            | 2 – 1 | 0 – 0  | 4 – 2 | 2 – 2 | 3 – 1 | 1 – 4 | —     |

|  |                     |  |        |  |                      |
|  | Vitória do Mandante |  | Empate |  | Vitória do Visitante |

#### Rodadas na liderança e Lanterna
Em negrito, os clubes que mais permaneceram na liderança.
| Liderança | Liderança | Liderança | Liderança | Liderança | Liderança | Liderança | Liderança | Liderança | Liderança | Liderança | Liderança | Liderança | Liderança |
| --------- | --------- | --------- | --------- | --------- | --------- | --------- | --------- | --------- | --------- | --------- | --------- | --------- | --------- |
| 1         | 2         | 3         | 4         | 5         | 6         | 7         | 8         | 9         | 10        | 11        | 12        | 13        | 14        |
| NEÓ       |           |           |           |           |           |           |           |           |           |           |           |           |           |
| Lanterna  |           |           |           |           |           |           |           |           |           |           |           |           |           |
| 1         | 2         | 3         | 4         | 5         | 6         | 7         | 8         | 9         | 10        | 11        | 12        | 13        | 14        |
| CAN       | CAN       | MAR       | MAR       | MAR       | MAR       | MAR       | MAR       | MAR       | MAR       | MAR       | MAR       | MAR       | MAR       |

#### Resultados
| 21 de agosto de 2011 | Canindé | 0 – 4 | Neópolis | Canindé de São Francisco |  |
| 15:15                |         |       |          | Estádio: Andrezão        |  |

| 21 de agosto de 2011 | Força Jovem | 0 – 1 | Laranjeiras | Aquidabã         |  |
| 15:15                |             |       |             | Estádio: Manecão |  |

| 21 de agosto de 2011 | Maruinense | 1 – 2 | Atlético Gloriense | Maruim           |  |
| 15:15                |            |       |                    | Estádio: Vavazão |  |

## Maiores públicos
| Nº | Público[i] | Mandante    | Placar | Visitante          | Estádio       | Data           | Rodada     |
| -- | ---------- | ----------- | ------ | ------------------ | ------------- | -------------- | ---------- |
| 1  | 1.251      | Neópolis    | 2–2    | Atlético Gloriense | Passagem      | 10 de Setembro | 5ª B       |
| 2  | 1.196      | Neópolis    | 1–0    | Lagarto            | Passagem      | 12 de Novembro | Fase Final |
| 3  | 1.181      | Neópolis    | 1–1    | Sete de Junho      | Passagem      | 19 de Novembro | Fase Final |
| 4  | 1.138      | Lagarto     | 1–2    | Sete de Junho      | Barretão      | 11 de Setembro | 4ª A       |
| 5  | 1.029      | Laranjeiras | 2–0    | Neópolis           | Aníbal Franco | 26 de Novembro | Fase Final |

## Premiação
| Campeonato Sergipano de 2011      |
| --------------------------------- |
| Sete de Junho Campeão (2º título) |

## Público por equipes
Essas são as médias de público do Campeonato. Considera-se apenas os jogos da equipe como mandante:
| 1. Neópolis – 7.650 2. Lagarto – 5.100 3. Sete de Junho – 3.744 4. Laranjeiras – 1.676 5. Propriá – 1.157 6. Atlético Gloriense – 1.003 7. Canindé – 969 | 1. Amadense – 832 2. Boca Júnior – 767 3. Força Jovem – 727 4. Boquinhense – 687 5. Maruinense – 515 6. Riachuelo – 290 |